# Свети Никола (Брайчино)
Вижте пояснителната страница за други значения на Свети Никола.
„Свети Никола“ (на македонска литературна норма: „Свети Никола“) е българска възрожденска църква в село Брайчино, Преспа, част от Преспанско-Пелагонийската епархия на Македонската православна църква – Охридска архиепископия.
Храмът е разположен в северозападния дял на селото и е гробищна църква. Представлява трикорабна сграда с полукръгла апсида, върху която са поставени седем плитки засводени ниши. Край южната и западната фасада на Светилището са прилепени затворени тремове. Според надписа в нишата над входа църквата е издигната през 1871-1872 година.
Трите кораба във вътрешността са разделени от два реда от по пет колони. Нартексът на запад е отделен с преграда и е повдигнат с три стъпала над нивото на наоса. Над него има галерия женска църква.
Живопис има само в олтарната апсида и протезиса. Конхата на апсидата е изобразена Света Богородица с Христос в горната част и фигурите на архиереите Свети Йоан Златоуст, Свети Василий Велики, Свети Никола, Свети Атанасий, Свети Григорий и Свети Спиридон в долната зона. Иконостасът е съставен от три хоризонтални реда икони, царски двери и врати на южния и северния дял на преградата. Иконите от иконостаса са работени в 1875 и 1889 година. Според надписите по-старите икони са дела на Апостол Стериев от селото Пляса, а тези от 1889 година на Атанас Димитри от леринското село Негован.